# تقويم تربوي
التقويم التربوي (بالإنجليزية: Educational evaluation) هو عملية تقويم لتوصيف وتقييم بعض جوانب العملية التعليمية.
هناك هدفان شائعان للتقويم التربوي، قد يتعارضان أحيانًا. عادةً ما تحتاج المؤسسات التعليمية إلى بيانات التقويم لإثبات فعاليتها للممولين وأصحاب المصلحة الآخرين، ولتوفير مقياس للأداء لأغراض التسويق. كما يُعد التقويم التربوي نشاطًا مهنيًا يجب على المعلمين القيام به إذا كانوا يعتزمون مراجعة وتحسين التعلم الذي يسعون إلى تيسيره باستمرار.

## الغرض من التقويم التربوي
نشرت اللجنة المشتركة لمعايير التقويم التربوي ثلاث مجموعات من معايير التقويم التربوي. نُشرت معايير تقويم الموظفين عام 1988، ونُشرت معايير تقويم البرامج (الطبعة الثانية) عام 1994، ونُشرت معايير تقويم الطلاب عام 2003.